# غييرمو لوفيل
غييرمو لوفيل (بالإسبانية: Guillermo Lovell) (14 يناير 1918 – 25 أكتوبر 1967) هو ملاكم أرجنتيني راحل، مثّل بلاده في الألعاب الأولمبية الصيفية 1936.

## روابط خارجية
غييرمو لوفيل على موقع بوكس ريك (الإنجليزية) (registration required)
- غييرمو لوفيل على موقع اللجنة الأولمبية الدولية (الإنجليزية)
- غييرمو لوفيل على موقع أوليمبيديا (الإنجليزية)